# Dinagat (município)
Dinagat é um município de  quinta classe de renda municipal (d) na província Ilhas de Dinagat, nas Filipinas. De acordo com o censo de 1 de maio  de  2020 possui uma população de 10 621 pessoas e 2 512 domicílios.